# Інцидент із військовослужбовцем Добринським на півострові Чонгар
Приблизно о 5:00 30 травня 2020 року український військовослужбовець Євген Добринський зник з посту на межі з окупованим Кримом в районі півострова Чонгар, Херсонської області, (неподалік від залізниці). Спостережний пункт «Берлога», де він був, знаходиться на останньому рубежі, перед ним немає інших українських пунктів чи застав.
Первинні повідомлення українських ЗМІ говорили про викрадення військовослужбовця росіянами, оскільки на посту лишилися «сліди боротьби». Згодом окупаційна влада РФ оприлюднила відео, на якому Добринський переходить самостійно.
21 квітня 2021 року колабораційний Джанкойський районний суд засудив Добринського до 3 років 6 місяців позбавлення волі за звинуваченням у «незаконному перетині кордону» та «контрабанді наркотиків».

## Передісторія
27 квітня 2020 року, за місяць до інциденту, оперативники заявили СБУ, що було скоєно незаконне затримання молодшого сержанта Держприкордонслужби України представниками ФСБ РФ на адміністративному кордоні з тимчасово окупованою територією АР Крим. Представники російських спецслужб, використовуючи насильство і тортури, намагалися змусити українця зізнатися у нібито умисному перетині адмінкордону з півостровом.
Також ФСБ намагалася завербувати українця для отримання інформація по організації бойових чергувань підрозділами Держприкордонслужби.
Після «вибивання» і «відеофіксації» зізнань у нібито перетині кордону представники РФ доставили українського військовослужбовця до контрольного пункту «Каланчак».
28 травня 2020 року, за два дні до інциденту, в Росії відзначався День прикордонника РФ.

## Історія
Близько 5:00 30 травня 2020 року Євген Добринський перетнув лінію розмежування між Херсонською областю та АР Крим. Його було затримано російськими окупаційними військовими. Добринський здався окупантам, що зафіксовано на відео. За даними ЗМІ, цієї ночі Добринський перебував на пункті один, у момент перетину кордону він був без зброї.
За словами Добринського, він не перебував на службі, а близько 22:00 29 травня пішов до села Сиваш за сигаретами, де зустрів компанію місцевих, що розпивали спиртні напої на зупинці. Приєднавшись до них, він вживав спиртне та легкі наркотики. Після цього він вирушив у бік російських окупантів, де його було затримано.
Але за даними начальника служби зі зв'язків з громадськістю командування десантно-штурмових військ ЗСУ, майора Валентина Шевченка, він мав зброю, боєприпаси та засоби радіозв'язку, та був не один.
З моменту зникнення військовослужбовця відразу розпочалися пошукові заходи, однак вони не дали результатів. Військовослужбовець на телефонні дзвінки не відповідав.
За даними Юрія Бутусова, приблизно о 10:00 представник російських спецслужб дзвонив в батальйон, уточнюючи особисті дані солдата. За оцінками Бутусова, російська сторона готувалася оформити Добринського як порушника кордону РФ.
За повідомленням ВСП у ЗСУ «недалеко від наглядового поста були виявлені сліди боротьби з невідомими особами».
Станом на 31 травня 2020 року військовослужбовець знаходився на окупованій Росією території Криму. Спочатку вважалося, що добровільний перехід Добринського на сторону супротивника є малоймовірним.
2 червня російські ЗМІ опублікували відео з допитом військовослужбовця, а також відео, на якому він перетинає лінію розмежування і здається окупантам.
Станом на грудень 2020 року, російська окупаційна влада інкримінувала Добринському ще одну статтю Кримінального кодексу Російської Федерації — «контрабанда наркотиків».
21 квітня 2021 року колабораційний Джанкойський районний суд засудив Добринського до 3 років 6 місяців позбавлення волі за звинуваченням у «незаконному перетині кордону» та «контрабанді наркотиків». У Збройних силах України повідомили, що “не залишають без уваги” цю ситуацію, а вирок назвали незаконним.

## Реакція
- Україна[15]
  - Військове командування наказало посилити несення вартової служби в районі. Для чергування на пости було вирішено спрямовувати щонайменше двох військовослужбовців, доповіді отримувати щогодини, в разі відсутності зв'язку з постом негайно направляти для перевірки резервну групу.
  - В Україні частина ЗМІ виявила занепокоєння дисципліною в українській армії та невірною першочерговою реакцією командування

## Євген Добринський
Товариші по службі заперечують можливість того, що боєць сам перейшов на бік противника. За їхніми словами, Євген родом з Сарнів на Рівненщині, де він має дитину 2016 р.н. Після арешту Євгена окупаційною владою РФ, його місцеперебування лишалося невідомим.